# Godzilla Generations
 (août 2017).
Si vous disposez d'ouvrages ou d'articles de référence ou si vous connaissez des sites web de qualité traitant du thème abordé ici, merci de compléter l'article en donnant les références utiles à sa vérifiabilité et en les liant à la section « Notes et références ».
Godzilla Generations est un jeu vidéo sorti sur Dreamcast en 1998 uniquement au Japon. Le jeu a été développé par General Entertainment et édité par Sega.
Le joueur y incarne Godzilla et le but du jeu est de détruire les plus importantes villes japonaises en résistant aux attaques des militaires.
Différentes versions de Godzilla sont à débloquer, il est entre autres possible de jouer avec Mechagodzilla et le Godzilla américain.